# D4vd

D4vd (2023)

D4vd (* 28. März 2005 in Houston, Texas; bürgerlicher Name David Anthony Burke), auch d4vd geschrieben, ist ein US-amerikanischer Sänger. Größere Bekanntheit erlangte er durch seine Singles Romantic Homicide und Here with Me.

## Leben

### Jugend
Burke wurde 2005 in Queens, New York geboren. Die Familie zog jedoch später nach Houston, Texas. Er wuchs in einem sehr christlichen haushalt auf und wurde in seiner Kindheit und Jugend zu Hause unterrichtet. In seiner Kindheit lernte er Klavierspielen und sang im Kirchenchor. Musikalisch war er anfangs daher vor allem vom Gospel geprägt. Als Teenager begann er sich jedoch für Computerspiele zu interessieren und so entdeckte er Fortnite für sich. Er begann damit, Montagen von dem Videospiel Fortnite zu erstellen und auf YouTube hochzuladen. Um Urheberrechtsverletzungen vorzubeugen, entschied er sich eigene Musik für seine Videos zu produzieren, die er mit dem Programm BandLab kreierte. Die Musik lud er später über SoundCloud hoch. Über die Montagen lernte er schließlich auch Alternative Music wie The Neighbourhood, Arctic Monkeys und Wallows kennen.

### Durchbruch mitRomantic Homicide
Im Juli 2022 zeigte Burke Ausschnitte aus seiner Single Romantic Homicide, einer Ballade über das Trauern an einer vergangenen Beziehung, auf der sozialen Plattform TikTok. Das Lied wurde schließlich schließlich offiziell am 20. Juli 2022 veröffentlicht. Der Song erreichte neben der Chartplatzierung 3 der Hot Alternative Charts in den USA auch Chartplätze 40 und 21 in Australien und Neuseeland. Romantic Homicide erreichte später Dreifach-Platin bei der Recording Industry Association of America (RIAA) und Platin bei der British Phonographic Industry (BPI). Nach dem Erfolg wurde Darkroom Records, das Label, das Billie Eilish zum Durchbruch verhalf, auf ihn aufmerksam. Den Vertrieb übernahm Interscope Records.
Burkes zweite Single, Here with Me, welche ebenfalls größere Bekanntheit erlangte, erschien offiziell im September 2022, ehe ein Musikvideo im November 2022 veröffentlicht wurde. Here with Me landete auf Platz 4 der Hot Alternative Songs und auf Platz 7 der singapurischen Charts. In den USA erreichte die Single Doppel-Platin.

### EPs und Debütalbum
Am 26. Mai 2023 erschien seine Debüt-EP Petals to Thorns über Darkroom/Interscope. Sie enthält neben seinen beiden Hits sieben weitere Songs, die überwiegend über BandLab zu Hause entstanden sind. Die EP erreichte Platz 105 der Billboard 200. Etwas weniger als ein halbes Jahr später erschien seine zweite EP The Lost Petals, der als Fortsetzung der EP konzipiert wurde. Für den Soundtrack zum Spiel Call of Duty: Modern Warfare 3 kollaborierte er mit 21 Savage beim Song Call Me Revenge.
2024 erschien zunächst eine Doppel-Single mit den Songs Leave Her und 2016 unter dem Namen Withering. Es folgte die Single Feel It aus dem Soundtrack zur 2. Staffel der Zeichentrick-Serie Invincible. Die Single erreichte Platz 94 der Billboard Hot 100 und Gold-Status in den Vereinigten Staaten. Am 22. November 2024 erschien ein Musikvideo zu Remember Me, ein Lied aus dem Soundtrack zur Netflix-Animationsserie Arcane.
Am 25. April 2025 ist sein Album Withered rausgekommen.

## Musikstil
Burkes Musikstil lässt sich den Genres Alternative, Indie, Rock, R&B und Dream Pop zuordnen. Seine Texte behandeln Liebe, Beziehungsprobleme und unerwiderte Liebe.

## Diskografie

### Studioalben
| Jahr | Titel Musiklabel               | Höchstplatzierung, Gesamtwochen, AuszeichnungChartplatzierungen (Jahr, Titel, Musiklabel, Platzierungen, Wochen, Auszeichnungen, Anmerkungen) | Höchstplatzierung, Gesamtwochen, AuszeichnungChartplatzierungen (Jahr, Titel, Musiklabel, Platzierungen, Wochen, Auszeichnungen, Anmerkungen) | Anmerkungen                          |
| Jahr | Titel Musiklabel               | UK | US | Anmerkungen                          |
| ---- | ------------------------------ | --- | --- | ------------------------------------ |
| 2025 | Withered Darkroom • Interscope | UK98 (… Wo.)UK | US13 (3 Wo.)US | Erstveröffentlichung: 25. April 2025 |

### EPs
| Jahr | Titel Musiklabel                       | Höchstplatzierung, Gesamtwochen, AuszeichnungChartplatzierungen (Jahr, Titel, Musiklabel, Platzierungen, Wochen, Auszeichnungen, Anmerkungen) | Höchstplatzierung, Gesamtwochen, AuszeichnungChartplatzierungen (Jahr, Titel, Musiklabel, Platzierungen, Wochen, Auszeichnungen, Anmerkungen) | Anmerkungen                                           |
| Jahr | Titel Musiklabel                       | UK | US | Anmerkungen                                           |
| ---- | -------------------------------------- | --- | --- | ----------------------------------------------------- |
| 2023 | Petals to Thorns Darkroom • Interscope | — | US105 (3 Wo.)US | Erstveröffentlichung: 26. Mai 2023 Verkäufe: + 97.500 |
| 2023 | The Lost Petals Darkroom • Interscope  | — | — | Erstveröffentlichung: 8. September 2023               |

### Singles
| Jahr | Titel Album                                                   | Höchstplatzierung, Gesamtwochen, AuszeichnungChartplatzierungen (Jahr, Titel, Album, Platzierungen, Wochen, Auszeichnungen, Anmerkungen) | Höchstplatzierung, Gesamtwochen, AuszeichnungChartplatzierungen (Jahr, Titel, Album, Platzierungen, Wochen, Auszeichnungen, Anmerkungen) | Anmerkungen                                                                         |
| Jahr | Titel Album                                                   | UK | US | Anmerkungen                                                                         |
| ---- | ------------------------------------------------------------- | --- | --- | ----------------------------------------------------------------------------------- |
| 2021 | Run Away –                                                    | — | — | Erstveröffentlichung: 21. Dezember 2021                                             |
| 2022 | You and I Petals to Thorns                                    | — | — | Erstveröffentlichung: 10. Januar 2022                                               |
| 2022 | Life’s a Dream –                                              | — | — | Erstveröffentlichung: 5. Februar 2022                                               |
| 2022 | Bleed Out –                                                   | — | — | Erstveröffentlichung: 22. Februar 2022                                              |
| 2022 | It’s That Time Again –                                        | — | — | Erstveröffentlichung: 18. März 2022                                                 |
| 2022 | Decide –                                                      | — | — | Erstveröffentlichung: 28. März 2022                                                 |
| 2022 | More Than Just Friends –                                      | — | — | Erstveröffentlichung: 24. April 2022                                                |
| 2022 | Dirty Secrets –                                               | — | — | Erstveröffentlichung: 27. April 2022                                                |
| 2022 | Take Me to the Sun –                                          | — | — | Erstveröffentlichung: 9. Mai 2022                                                   |
| 2022 | Fly Away –                                                    | — | — | Erstveröffentlichung: 23. Mai 2022                                                  |
| 2022 | Separate –                                                    | — | — | Erstveröffentlichung: 23. Mai 2022                                                  |
| 2022 | Never Again –                                                 | — | — | Erstveröffentlichung: 6. Juni 2022                                                  |
| 2022 | Wasting Your Time –                                           | — | — | Erstveröffentlichung: 19. Juni 2022                                                 |
| 2022 | Right Now –                                                   | — | — | Erstveröffentlichung: 28. Juni 2022                                                 |
| 2022 | DTN –                                                         | — | — | Erstveröffentlichung: 14. Juli 2022                                                 |
| 2022 | Romantic Homicide Petals to Thorns                            | UK22 Platin · (10 Wo.)UK | US33 ×3Dreifachplatin · (20 Wo.)US | Erstveröffentlichung: 20. Juli 2022 Verkäufe: + 4.335.000                           |
| 2022 | Here with Me Petals to Thorns                                 | UK34 Gold · (10 Wo.)UK | US60 ×2Doppelplatin · (10 Wo.)US | Erstveröffentlichung: 20. Juli 2022 Verkäufe: + 3.120.000                           |
| 2023 | Poetic Vulgarity –                                            | — | — | Erstveröffentlichung: 26. Januar 2023 nur auf YouTube und SoundCloud veröffentlicht |
| 2023 | Placebo Effect –                                              | — | — | Erstveröffentlichung: 8. Februar 2023                                               |
| 2023 | Worthless Petals to Thorns                                    | — | — | Erstveröffentlichung: 9. März 2023                                                  |
| 2023 | Sleep Well Petals to Thorns                                   | — | — | Erstveröffentlichung: 13. April 2023 Verkäufe: + 40.000                             |
| 2023 | Don’t Forget About Me Petals to Thorns                        | — | — | Erstveröffentlichung: 18. Mai 2023                                                  |
| 2023 | Notes from a Wrist –                                          | — | — | Erstveröffentlichung: 18. August 2023                                               |
| 2023 | Call Me Revenge Call of Duty: Modern Warfare III (Soundtrack) | — | — | Erstveröffentlichung: 19. Oktober 2023 mit 21 Savage                                |
| 2024 | Leave Her Withering                                           | — | — | Erstveröffentlichung: 9. Februar 2024                                               |
| 2024 | 2016 Withering                                                | — | — | Erstveröffentlichung: 9. Februar 2024                                               |
| 2024 | My House Is Not a Home –                                      | — | — | Erstveröffentlichung: 8. März 2024                                                  |
| 2024 | Feel It –                                                     | UK49 Silber · (22 Wo.)UK | US75 Gold · (11 Wo.)US | Erstveröffentlichung: 28. März 2024 Verkäufe: + 855.000                             |
| 2024 | There Goes My Baby –                                          | — | — | Erstveröffentlichung: 12. Juli 2024                                                 |
| 2024 | I’d Rather Pretend –                                          | — | — | Erstveröffentlichung: 13. September 2024 mit Bryant Barnes                          |
| 2024 | Where’d It Go Wrong? Withered                                 | — | — | Erstveröffentlichung: 19. Dezember 2024                                             |

## Auszeichnungen für Musikverkäufe
| Goldene Schallplatte - Australien - 2023: für die Single Here with Me - Brasilien - 2024: für die Single Here with Me - 2025: für die Single I’d Rather Pretend - 2025: für die Single Sleep Well - Dänemark - 2025: für die Single Romantic Homicide - Frankreich - 2024: für die Single Romantic Homicide - 2024: für die Single Here with Me - Griechenland - 2023: für die Single Romantic Homicide - Italien - 2023: für die Single Here with Me - 2024: für die Single Romantic Homicide - Kanada - 2025: für die Single Sleep Well - Neuseeland - 2022: für die Single Romantic Homicide - 2024: für das Album Petals to Thorns - Norwegen - 2023: für die Single Romantic Homicide - Polen - 2023: für das Album Petals to Thorns - Portugal - 2022: für die Single Romantic Homicide - 2023: für die Single Here with Me - Spanien - 2024: für die Single Here with Me - 2024: für die Single Romantic Homicide - Zentralamerika - 2025: für die Single Feel It | Platin-Schallplatte - Brasilien - 2024: für die Single Romantic Homicide - 2025: für die Single Feel It - Kanada - 2025: für das Album Petals to Thorns - 2025: für die Single Feel It - Mexiko - 2025: für die Single Romantic Homicide - 2025: für die Single Here with Me - Polen - 2023: für die Single Here with Me - 2023: für die Single Romantic Homicide - Zentralamerika - 2024: für die Single Romantic Homicide - 2024: für die Single Here with Me 2× Platin-Schallplatte - Australien - 2023: für die Single Romantic Homicide 3× Platin-Schallplatte - Kanada - 2025: für die Single Here with Me 4× Platin-Schallplatte - Kanada - 2025: für die Single Romantic Homicide |

Anmerkung: Auszeichnungen in Ländern aus den Charttabellen bzw. Chartboxen sind in ebendiesen zu finden.
| Land/RegionAuszeichnungen für Musikverkäufe (Land/Region, Auszeichnungen, Verkäufe, Quellen) | Silber  | Gold       | Platin       | Verkäufe  | Quellen                       |
| -------------------------------------------------------------------------------------------- | ------- | ---------- | ------------ | --------- | ----------------------------- |
| Australien (ARIA)                                                                            | —       | Gold1      | 2× Platin2   | 175.000   | aria.com.au                   |
| Brasilien (PMB)                                                                              | —       | 3× Gold3   | 2× Platin2   | 140.000   | pro-musicabr.org.br           |
| Dänemark (IFPI)                                                                              | —       | Gold1      | —            | 45.000    | ifpi.dk                       |
| Frankreich (SNEP)                                                                            | —       | 2× Gold2   | —            | 200.000   | snepmusique.com               |
| Griechenland (IFPI)                                                                          | —       | Gold1      | —            | 10.000    | Einzelnachweise               |
| Italien (FIMI)                                                                               | —       | 2× Gold2   | —            | 100.000   | fimi.it                       |
| Kanada (MC)                                                                                  | —       | Gold1      | 9× Platin9   | 760.000   | musiccanada.com               |
| Mexiko (AMPROFON)                                                                            | —       | —          | 2× Platin2   | 280.000   | amprofon.com.mx               |
| Neuseeland (RMNZ)                                                                            | —       | 2× Gold2   | —            | 22.500    | aotearoamusiccharts.co.nz NZ2 |
| Norwegen (IFPI)                                                                              | —       | Gold1      | —            | 30.000    | ifpi.no                       |
| Polen (ZPAV)                                                                                 | —       | Gold1      | 2× Platin2   | 110.000   | olis.pl                       |
| Portugal (AFP)                                                                               | —       | 2× Gold2   | —            | 10.000    | Einzelnachweise               |
| Spanien (Promusicae)                                                                         | —       | 2× Gold2   | —            | 60.000    | elportaldemusica.es           |
| Vereinigte Staaten (RIAA)                                                                    | —       | Gold1      | 5× Platin5   | 5.500.000 | riaa.com                      |
| Vereinigtes Königreich (BPI)                                                                 | Silber1 | Gold1      | Platin1      | 1.200.000 | bpi.co.uk                     |
| Zentralamerika (CFC)                                                                         | —       | Gold1      | 2× Platin2   | 175.000   | cfc-musica.com                |
| Insgesamt                                                                                    | Silber1 | 22× Gold22 | 25× Platin25 |           |                               |